# Fitzroy Simpson
Fitzroy Simpson   (Bradford-on-Avon, 26 de febrer de 1970) és un exfutbolista jamaicà de la dècada de 1990.
Fou 43 cops internacional amb la selecció de Jamaica.
Pel que fa a clubs, destacà a Manchester City FC, Heart of Midlothian, Swindon Town, Bristol City FC, Portsmouth FC, Walsall i Linfield.